# 山崎ひょうたん塚古墳
山崎ひょうたん塚古墳（やまのさきひょうたんづかこふん）は、千葉県佐倉市下根にある古墳。形状は前方後円墳で、佐倉市の史跡に指定されている。

## 概要
京成佐倉駅の北西1.6キロメートルの下総台地縁辺部に立地し、現在は鹿島川の低地に面しているが、古代には印旛沼を眼下に臨む位置にあったと見られる。墳丘前方部が一部崩壊しており、現存部の全長は37メートルとなっているが、本来は40メートルを超えていたと推定されている。かつて、同古墳の南側には円墳があり、2基は併せて「夫婦塚」と呼ばれていたという。発掘調査が行われていないため、出土遺物はなく、埋葬施設の様相も不明だが、後円部に対して前方部が低く、高台に立地するという条件などから、古墳時代前期の4世紀頃の築造と推定されている。南1.1キロメートル先に並木1号墳がある。

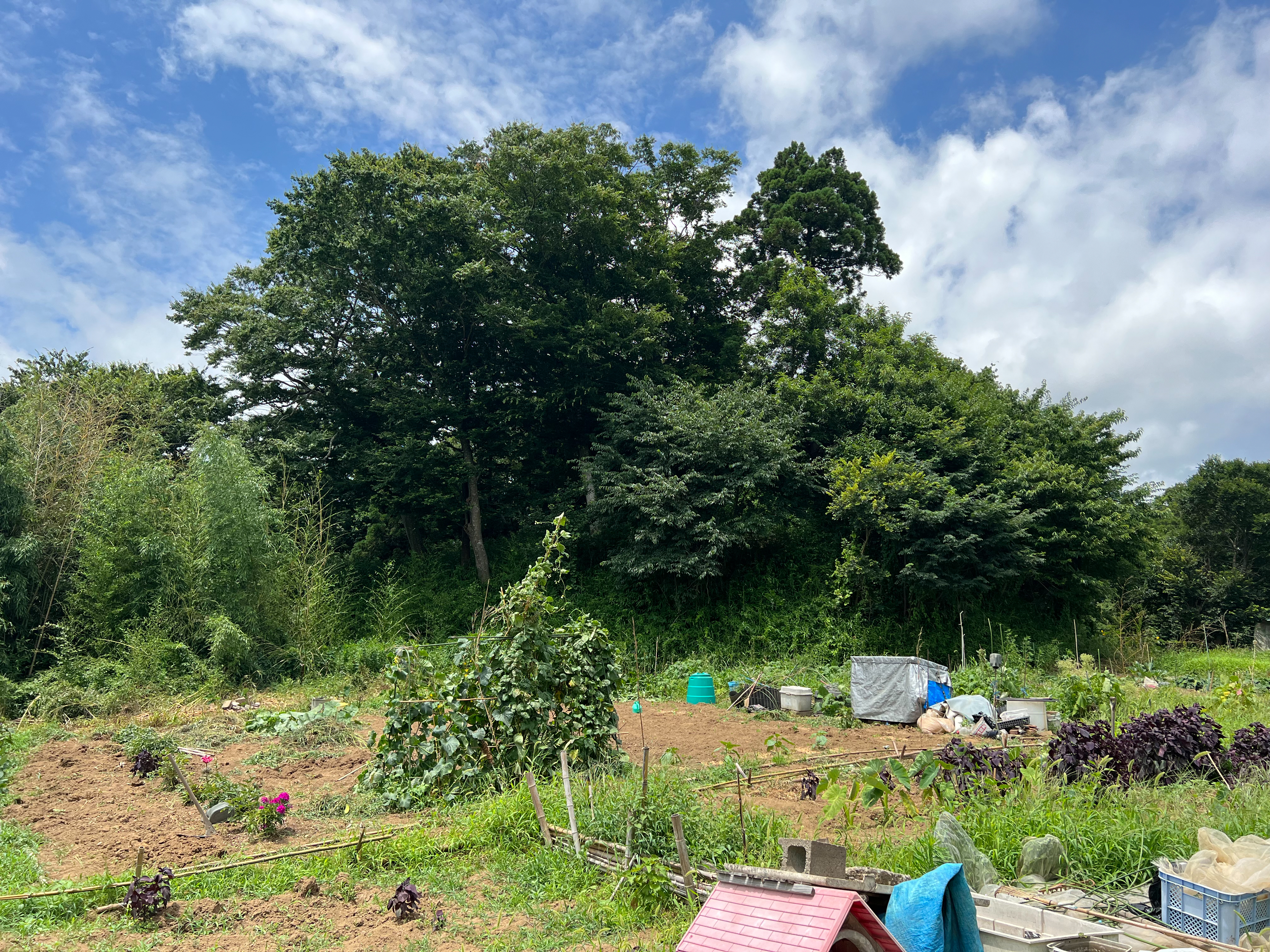
墳丘（東）
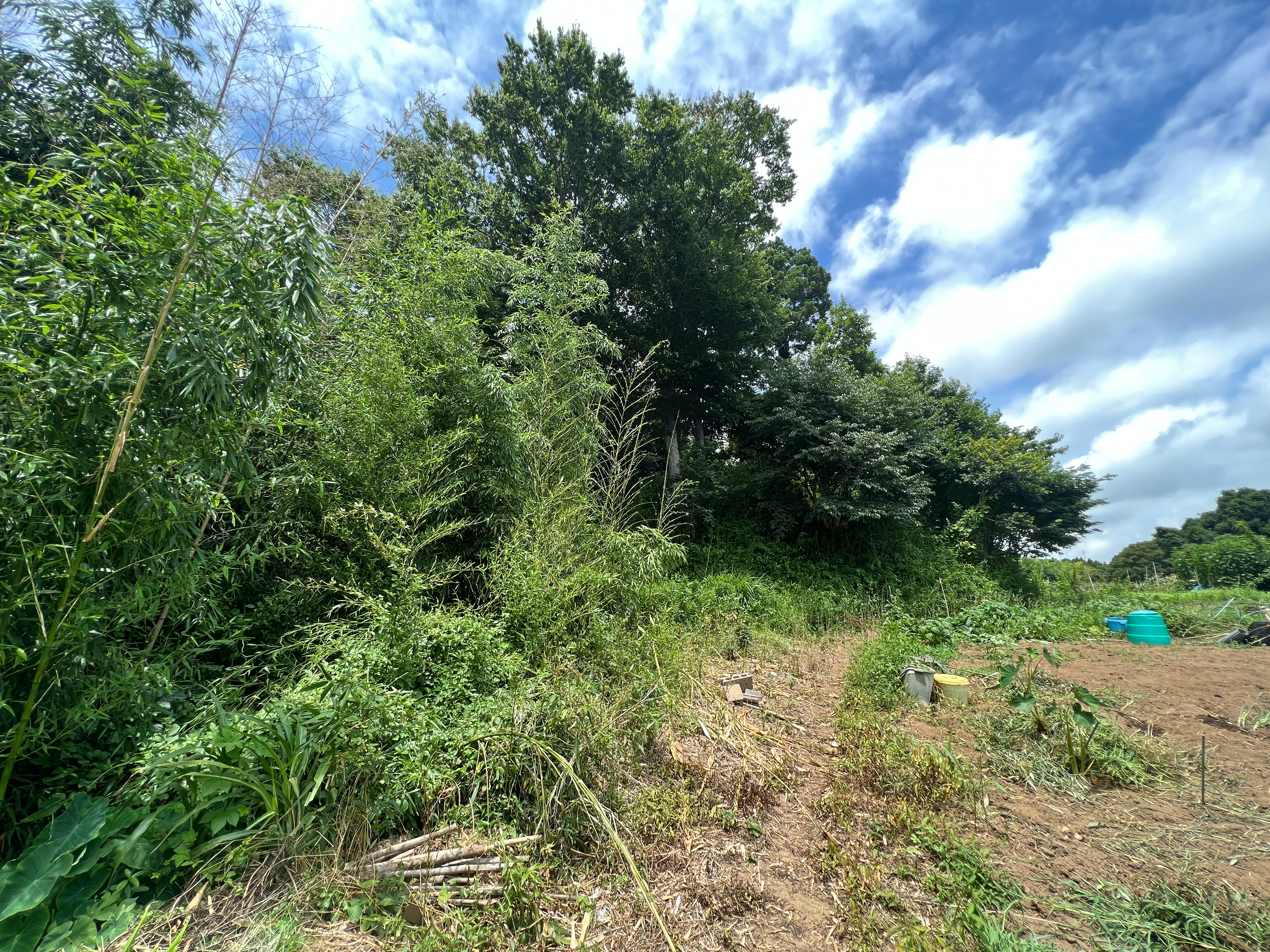
墳丘（南東）
後円部